# غيونغسانغ (مقاطعة)

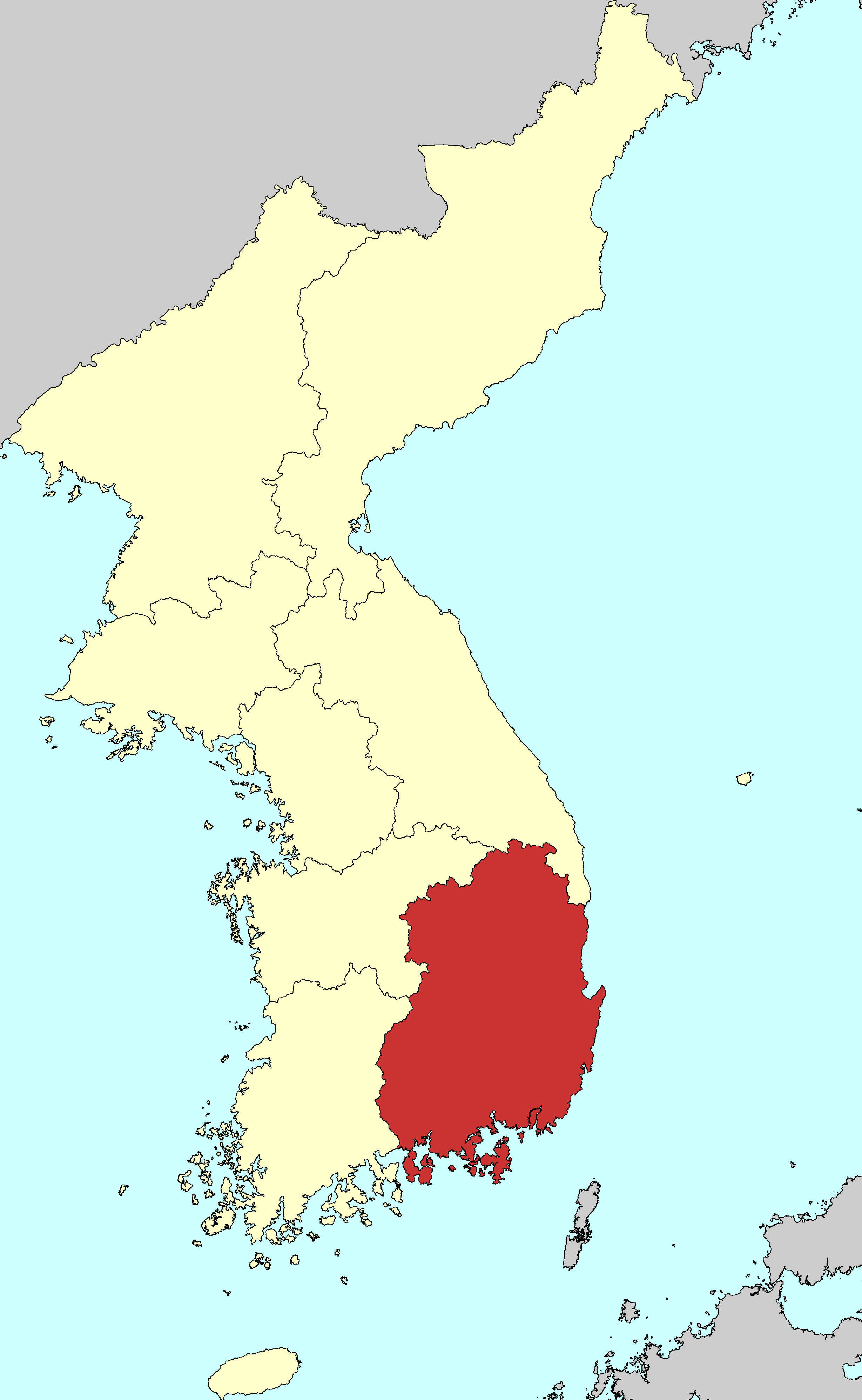
غيونغسانغ (مقاطعة)

مقاطعة غيونغسانغ (بالهانغل: 경상도، وبالهانجا: 慶尙道) هي إحدى مقاطعات جوسون الثمانية والتي شكلت التقسيم الإداري في عهد مملكة جوسون منذ نشأة التقسيم في عهد غوريو في سنة 1314 وحتى 1895. عاصمة المقاطعة هي مدينة دايغو.